# Michael Woodley
Pour les articles homonymes, voir Woodley.
Michael A. Woodley de Menie, Younger, né le 16 mai 1984, est un écologue et chercheur en intelligence[Quoi ?] britannique. 

## Biographie
Michael est le fils aîné de Caroline Cuthbertson et Michael Woodley de Menie, baron de Menie,. 
Il obtient un doctorat de l'Université de Londres en 2011, avec une thèse sur l'écologie de l'histoire de vie de l'Arabidopsis thaliana. Depuis lors, il concentre ses recherches sur l'évolution de l'intelligence humaine et des traits d'histoire de vie. En janvier 2013, il devient chercheur permanent au Centre Leo Apostel de la Vrije Universiteit Brussel à Bruxelles, en Belgique. Il en est suspendu en juin 2022, après avoir été cité par le terroriste de l'attentat de Buffalo. 

## Recherche
Michael Woodley of Menie est principalement connu pour ses recherches sur les variations de l'intelligence humaine au cours de l'histoire de l'humanité. Il attire l'attention sur lui pour la première fois en 2013 lorsqu'il publie une étude concluant que l'intelligence générale (g) aurait diminué d'1,16 point par décennie, probablement en raison d'un effet dysgénique qui daterait de l'ère victorienne. Ce constat est fondé sur une méta-analyse qui mesure le temps de réaction visuelle simple, avec des données qui remontent au XIXe siècle,,,,,,. Le modèle de co-occurrence qu'il développe dans The Rhythm of the West confirme la baisse de la fréquence allélique de g dans les sociétés industrielles occidentales en même temps qu'une augmentation du QI. En effet, l'effet Flynn étant limité aux capacités cognitives les moins héritables, il a pu se produire en même temps qu'une baisse de l'intelligence générale (g). Cette baisse est documentée psychométriquement, notamment par le biais de la mémoire de travail et de l'intelligence visuo-spatiale, ainsi que génétiquement.   
Michael Woodley of Menie est l'auteur d'une étude publiée en 2014 faisant valoir que l'effet Flynn est en partie le résultat de l'amélioration de l'utilisation de règles simples pour identifier des solutions aux éléments de test de QI, plutôt qu'une véritable augmentation de g. En 2016, il est l'auteur d'une étude qui a révélé une relation négative entre le score polygénique de l'intelligence et le taux de fécondité. En 2017, il montre que la fréquence allélique de g a augmenté en Europe tout au long du néolithique tardif jusqu'à la révolution industrielle. En 2018, il rejoint le comité de rédaction de la revue Intelligence. 
Il publie également des articles pseudoscientifiques sur la médiumnité. 

## Controverses
En 2018, la participation de Michael Woodley of Menie aux « conférences de Londres sur l'intelligence » est critiquée,. 
En mai 2022, un de ses arguments en faveur d'une taxonomie des humains en sous-espèces est cité par le terroriste de l'attentat de Buffalo dans son manifeste, ce qui choque de nombreux universitaires, comme le chercheur en génétique des populations Alex Mas Sandoval, qui lance une pétition signée par plus de 40 chercheurs pour le faire suspendre de la Vrije Universiteit Brussel, lui faire révoquer son doctorat et faire rétracter ses papiers sur l'eugénisme parus chez Elsevier. En conséquence, il est suspendu de la VUB et l'éditeur Elsevier annonce réexaminer le papier cité par le terroriste de Buffalo. 

## Publications

### Livres
- Michael A. Woodley of Menie, Yr., In the wake of Bernard Heuvelmans : an introduction to the history and future of sea serpent classification, Centre for Fortean Zoology, 2008 (ISBN 978-1-905723-20-1)
- Michael A. Woodley of Menie, Yr. et Aurelio José Figueredo, Historical variability in heritable general intelligence : Its evolutionary origins and socio-cultural consequences, Univ. of Buckingham Press, 2013, 288 p. (ISBN 978-1-908684-26-4, lire en ligne)
- Michael A. Woodley of Menie, Yr., Aurelio José Figueredo et Matthew A. Sarraf, The rhythm of the west : A biohistory of the modern era, ad 1600 to present, Council for Social and Economic Studies, 2017, 200 p. (ISBN 978-1-878465-49-8)
- Steven C. Hertler, Aurelio José Figueredo, Mateo Peñaherrera-Aguirre, Heitor B. F. Fernandes et Michael A. Woodley of Menie, Yr., Life History Evolution : A Biological Meta-Theory for the Social Sciences, Palgrave Macmillan, 2018, 417 p. (ISBN 978-3-319-90124-4)
- Edward Dutton et Michael A. Woodley of Menie, Yr., At our wit's end : why we're becoming less intelligent and what it means for the future, Imprint Academic, 2018, 180 p. (ISBN 978-1-84540-985-2)
- Matthew Sarraf, Michael A. Woodley of Menie, Yr., Colin Felthman, Modernity and cultural decline : a biobehavioral perspective, Palgrave Macmillan, 2019, 307 p. (ISBN 978-3-030-32983-9)

### Traductions en français
- Le Crépuscule de l’Intelligence : l'idiocratie en marche (avec Edward Dutton) (At Our Wits’ End: Why We’re Becoming Less Intelligent and What it Means for the Future, 2018), Alba Leone, 392 p., 2024  (ISBN 978-2970149378)